# La Creación de los animales
La Creación de los animales es un cuadro del pintor italiano Tintoretto realizado en óleo sobre lienzo. Mide 151 cm de alto por 258 cm de ancho. Pintado entre los años 1550 y 1553, se encuentra actualmente expuesto en la Galería de la Academia de Venecia, Italia. Forma parte de una serie de cinco relatos bíblicos que el artista realizó por encargo para el Albergo de la Scuola della Santissima Trinità en Venecia.
Aparece en el centro del lienzo, dominando toda la composición, la figura de Dios suspendido en el aire levantando los dedos índice y corazón en el acto de la Creación. La diversidad de animales aparece como un repertorio en el que cada especie se encuentra en su propio elemento.